# Шачи
Ша́чи (санскр. शची, IAST: śacī или इन्द्राणी, IAST: indrāṇī, букв. «сила», «мощь») — богиня ревности и гнева в индуизме и ведийской религии, супруга Индры. Другие её имена: Индра́ни («царевна Индры»), Аи́ндри, Махе́ндри и Пуло́ми). Шачи — дочь асуры Пуломана, которого убил Индра. Она является одной из семи матрик (богинь-матерей). Шачи описывается как прекрасная девушка с тысячью очей. Она ассоциируется со львами и слонами. От Индры у неё родилось шесть сыновей: Джаянта, Мидхуша, Ниламбара, Рибхус, Читрагупта и, по некоторым версиям, - Ришабха. В древнеиндийском эпосе Шачи также описывается как «бесконечно прекрасная». В «Риг-веде» упоминается, что она счастливейшая из жён, потому что её супруг никогда не умрёт.

## Этимология и эпитеты
Подобно многим женским ведическим богиням, имена которых образованы от имени их мужа с добавлением женского окончания, имя Индрани (Indrāṇī) происходит от слова Индра и означает «жена Индры». Шачи - другое известное имя Индрани. По словам сэра Монье Монье-Вильямса, оно означает «речь», «сила речи» или «красноречие». Оно образовано от санскритского слова «шах», что означает «говорить», «говорить» или «рассказывать». Шачи также ассоциируется со словом «шак», что означает «сила», «мощь», «действие» или «подвиг». Дэвид Кинсли, профессор, известный своими исследованиями индуистских богинь, полагал, что слово Шачи наводит на мысль о более поздней концепции Шакти, олицетворении женской энергии. Другие ученые используют слово «божественная благодать» как перевод слова «Шачи» 
Другие имена включают:
- Аиндри - «жена Индры».
- Поуломи - «дочь Пуломана».
- Поуломуджа - «дочь Пуломана».
- Деварани - «царица дэвов».
- Чарудхара - «прекрасный».
- Шакрани - «жена Шакры (Индры)».
- Махендрани (Mahendrāṇī) - «жена Махендры (Индры)».

Индра также известен под именем своей жены; его часто называют Шачипати (муж Шачи), Шачиндра (Шачи-Индра) или Шачиват (обладатель Шачи).

## В индуистской литературе

### Ведический период

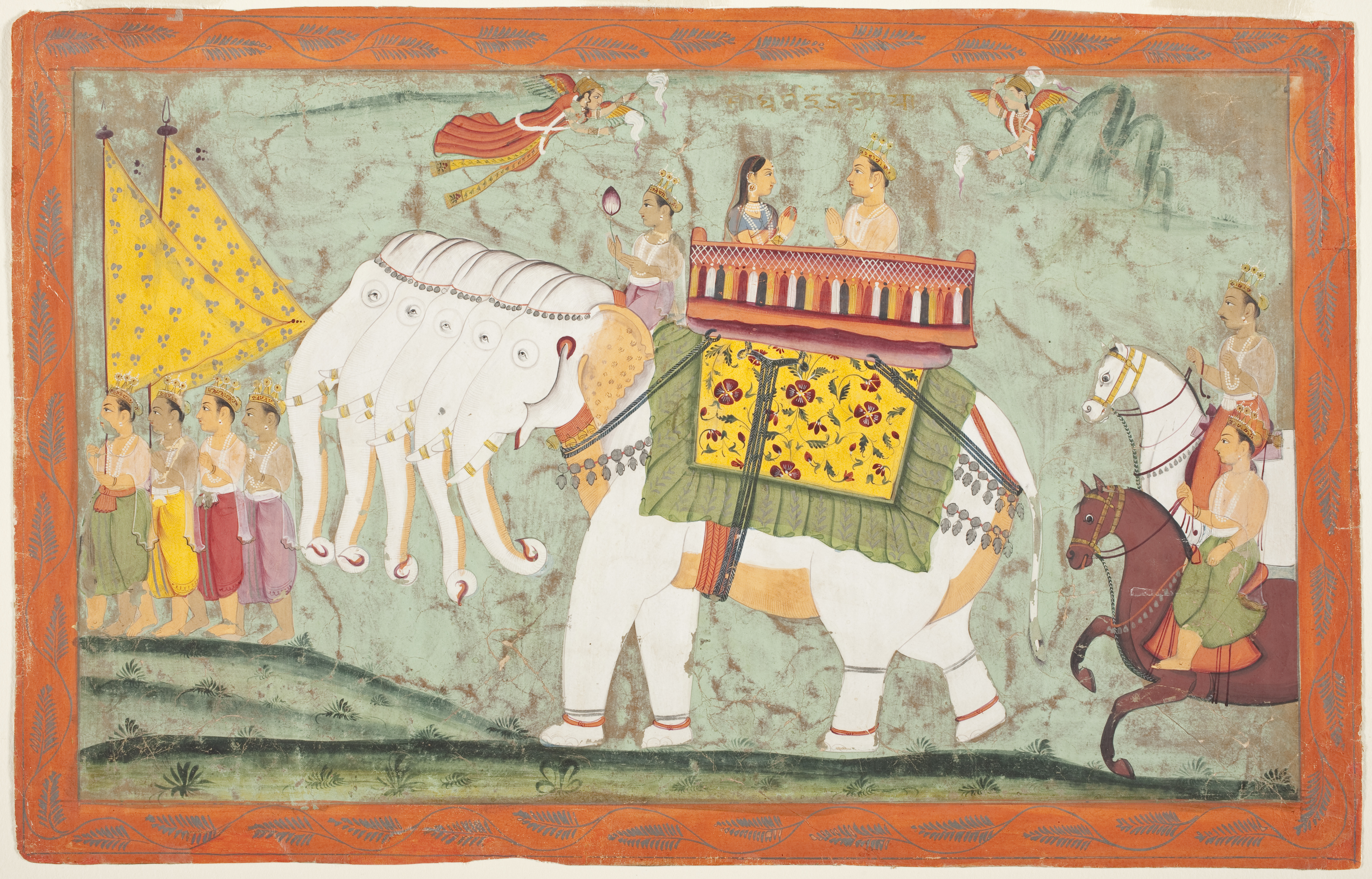
Индра и Шачи верхом на божественом слоне Айравате.

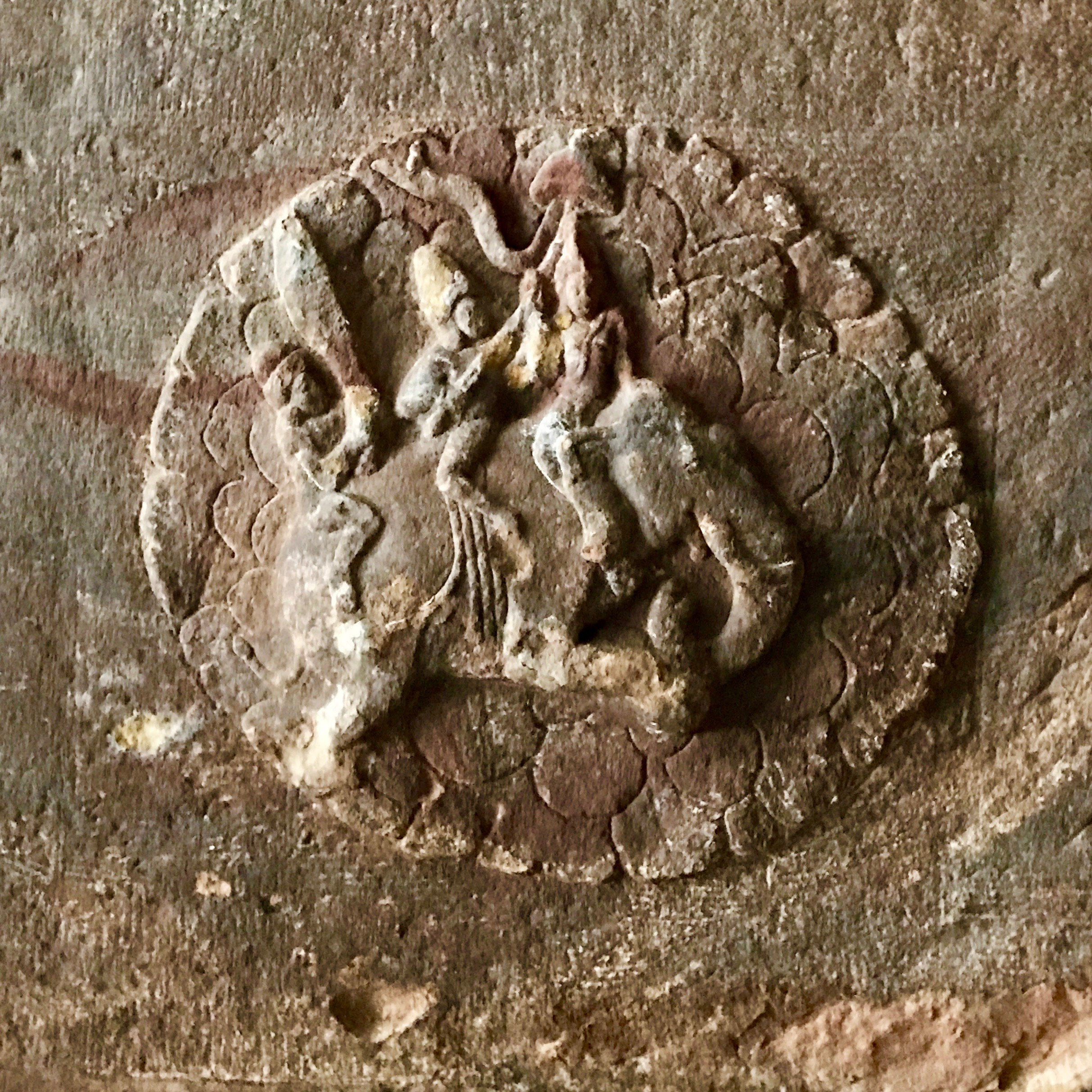
Индра, Шачи и Айравата на изображении в пещерном храме в Бадами, Карнатака.

Шачи впервые появляется в Ригведе, написанной в начале второго тысячелетия до нашей эры. Согласно Субодху Капуру, в отличие от многих ведических божеств, олицетворяющих природные явления, Шачи не имеет мифа о природе, который объясняет ее существование и, возможно, она возникла как жена Индры, верховного бога. Индолог Джон Мьюир утверждает, что в Ригведе она вызывается несколько раз и упоминается вместе с другими богинями в первых трех из этих отрывков. Другой гимн считает ее самой удачливой женщиной, поскольку ее муж Индра не может умереть от старости. Дэвид Кинсли утверждает, что многие богини в ранних текстах названы в честь своих мужей и не имеют собственного независимого характера (ср. Саранью и Сурья). Хотя Шачи упоминается чаще, чем любая другая ведическая богиня-супруга, она по-прежнему выступает исключительно как жена. Гимн 10.68 Ригведы восхваляет ее как очень красивую и упоминает ее ревность к соперникам. В другом гимне (10.159) Шачи описывается как хвастливая и заявляющая, что она победила своего мужа; он покорен ее воле. Несмотря на это, в том же гимне Шачи просит богов избавить ее от соперниц в пользу Индры. Гимн в Ригведе посвящен ссоре между Шачи и Индрой, где она раздражается из-за выходок Вришакапи - любимой обезьяны Индры - и жалуется на это. Шатапатха-брахмана называет Шачи возлюбленной Индры. Тайттирия-брахмана предполагает, что Индра предпочел Индрани другим богиням из-за ее красоты и чувственности. Ученые отмечают, что Брахман-Айтарейя упоминает Прасаха и Сену как жен Индры, но обе они отождествляются с Шачи.

### Эпос и Пураны

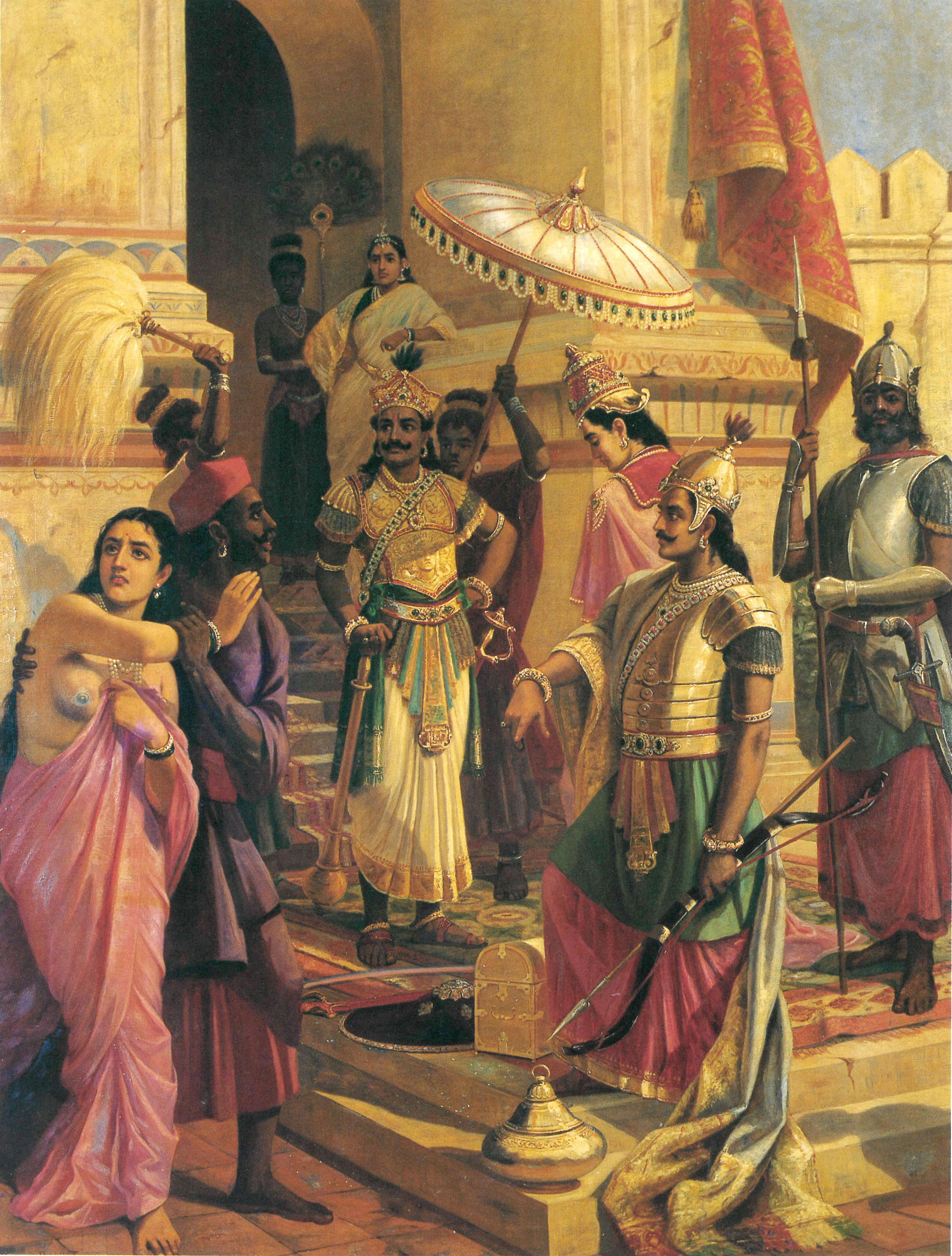
Шачи возжелали разные люди. На этой картине Раджи Рави Вармы Шачи (крайняя слева) представлена Раване после того, как его сын Мегхнада покорил небеса.

В более поздних индуистских текстах, включая эпосы Рамаяна и Махабхарата, а также Пураны, Индрани чаще упоминается как Шачи, и это дочь Пуломана, асура, сына мудреца Кашьяпы и его жены Дану. Она вышла замуж за Индру и стала царицей дэвов (богов). В «Бхагавата-пуране» упоминается, что у Индры и Шачи было трое сыновей по имени Джаянта, Ришабха и Мидхуша; некоторые другие тексты включают Ниламбара и Рибху. У Индры и Шачи была дочь по имени Джаянти, которая вышла замуж за соперника Индры Шукру. В некоторых писаниях Индра и Шачи подарили свою дочь Девасену Картикее. 
Автор Джеймс Дж. Лохтефельд отмечает, что Шачи не является важной фигурой, и это может отражать снижение статуса Индры в более поздней индуистской мифологии. Он утверждает, что единственная важная роль Шачи - это история Нахуши. В этой истории, согласно Махабхарате, Индра однажды совершил убийство брахмана, убив Вритру, и скрывался от всех из-за раскаяния. В этот период дэвы назначили Нахушу, могущественного смертного правителя Лунной династии, царём небес. Вскоре он возгордился своей силой и возжелал Шачи, но она отказалась от его любовных ухаживаний и искала защиты у Брихаспати, учителя Индры. Возмущенные незаконным поведением Нахуши, дэвы защитили ее, и стали искать Индру, и Шачи отправилась к Нахуше. Она сказала Нахуше, что, прежде чем принять её, ему придется подождать, пока не будет найден Индра; Нахуша выразил свое согласие. Хотя Индра был найден и искуплен от своего греха, он отказался вернуться, поскольку Нахуша уже был царем, и снова скрылся. С помощью богини Упашрути Шачи обнаружила Индру в озере Манасаровар. Индра предложил Шачи разработать план по смещению Нахуши с его должности. Она вернулась к Нахушу и попросила его приехать к ней в паланкине, управляемом мудрецами. Из-за своего нетерпения и высокомерия Нахуша ударил мудреца Агастью ногой, когда он ехал в паланкине. Агастья проклял Нахушу упасть с небес и превратил его в змею. Индра был восстановлен как царь небес и воссоединился с Шачи. В одном из листов Бхагавата-пураны Кришна вырывает с корнем дерево Париджата, в то время как Индра и Шачи извиняются перед ним. 

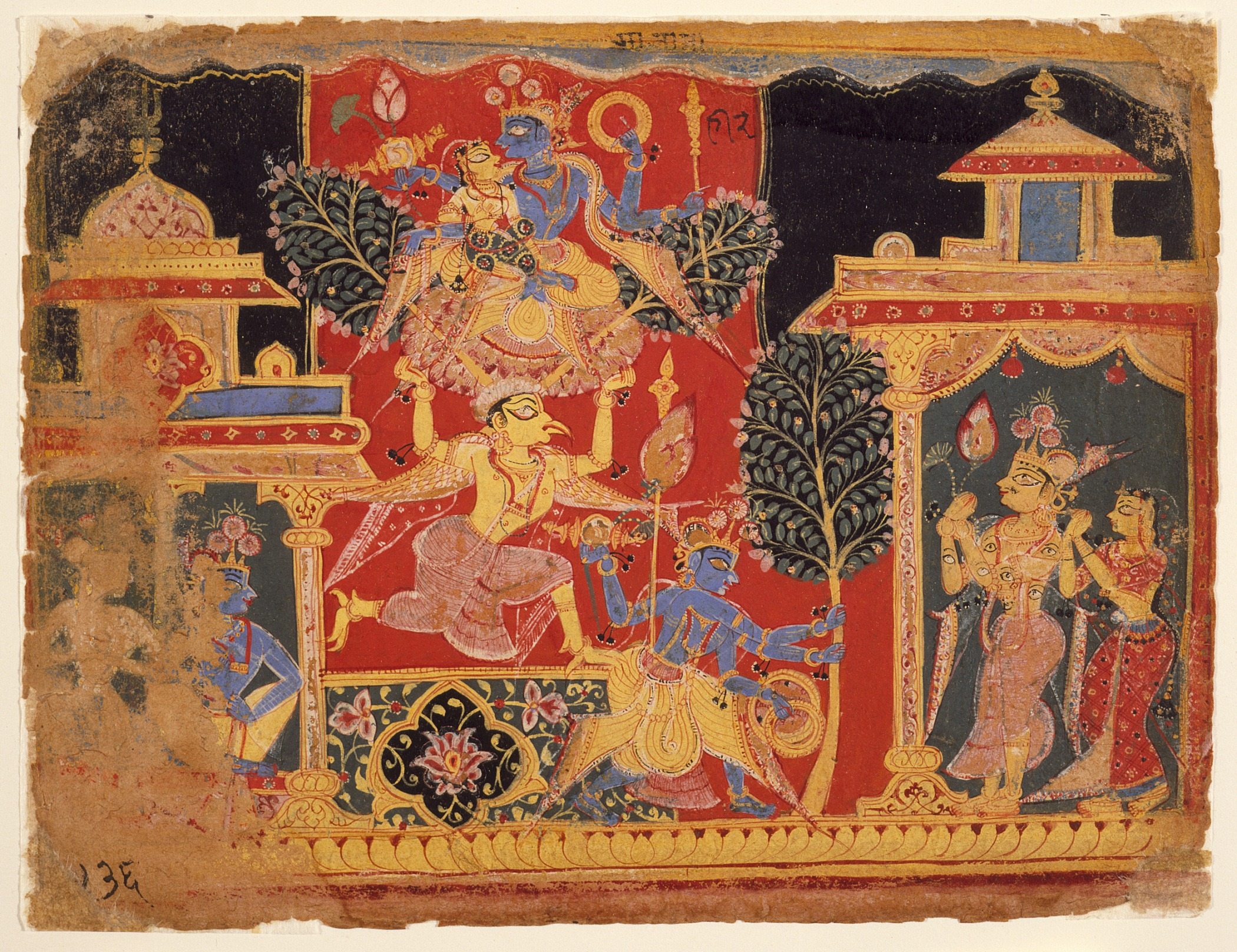
В одном из листов Бхагавата-пураны Кришна вырывает с корнем дерево Париджата, в то время как Индра и Шачи извиняются перед ним.

Согласно другой истории из «Рамаяны», Прахлада, сын Даитьи Хираньякашипу, хотел жениться на Шачи, но она отказалась. В результате он получил разрешение Пуломана насильно похитить её и жениться на ней. Во время похищения Индра заметил Прахладу и Шачи и спас свою жену, убив Прахладу и Пуломана. Южно-индийский текст Сканда-пурана повествует, что когда асура Сурападман возжелал Шачи, Индра назначил бога Шасту её охранником. Во время его отсутствия сестра Сурападмана приехала к Шачи и безуспешно пыталась убедить ее выйти замуж за асура. В эпосах красоту и преданность Шачи сравнивают с другими женщинами, такими как Рохини, Арундхати, Сита и Драупади. Махабхарата также упоминает, что героиня Драупади была воплощением Шачи, хотя Драупади восхваляется как воплощение Шри в других более ранних главах текста. Пураны подтверждают, что Шачи владела деревом Париджата, которое было одним из драгоценностей, появившихся во время пахтанья Молочного океана. В Вишну-пуране и Бхагавата-пуране бог Кришна и его жена Сатьябхама посетили Амаравати, чтобы вернуть серьги матери Индры Адити, которые были украдены демоном Наракасурой. Шачи считал Сатьябхаму неполноценной из-за своего земного происхождения и познакомила ее с Адити. Позже, путешествуя по саду Индры, Сатьябхама увидел дерево Париджата и захотела пересадить его в Двараку. Когда охранники Шачи предупредили Сатьябхаму, она призвала Шачи попросить Индру защитить дерево, если он действительно подчиняется ее воле. Услышав слова Сатьябхамы от охранника, Шачи настояла на том, чтобы ее муж забрал ее имущество. Произошла битва между Индрой и Кришной, в которой Кришна победил и забрал дерево с собой.

#### Шачи как матрика
В Шактизме, направлении индуизма, ориентированной на богинь, Индрани (или Аиндри) - это имя одной из матрик - семи богинь-матерей. Эта Индрани отождествляется с Шачи. Легенды Матриков рассказываются в различных текстах. В «Деви-махатмья», когда боги не могли победить могущественных демонов Шумбху и Нишумбху, их Шакти (женские ипостаси) объединились, чтобы победить демонов. Описано, что Индрани вышла из Индры и имела схожие с ним характеристики. Согласно более поздним главам «Деви Махатмья», матрики снова явились, чтобы победить Рактавиджу, демона, обладающего способностью умножаться в числе каждый раз, когда капля его крови попадает на землю. В этой битве Матрики возникли из разных частей верховной богини. Вараха-пурана связывает каждую матрику с эмоцией; Индрани ассоциируется с ревностью.

## Иконография
Скульптуры Индры и Шачи распространены в индуистских храмах. Обычно их изображают сидящими на белом слоне Айравате. Объясняя иконографию Индры, описанную в Вишну-дхармоттаре, археолог Т.А. Гопинатха Роа пишет, что Шачи изображают с двумя руками, сидящей на коленях своего мужа. Она золотистого цвета и одета в синюю одежду. Одна ее рука обнимает Индру, а другая держит сантана-манджари. Роа описывает Шачи как красного цвета с тремя глазами и четырьмя руками. Две ее руки должны быть в Вараде и Абхая мудре, в то время как две другие руки держат ваджру (оружие, вызывающее молнию) и копье. Она носит кирита на голове и украшена различными орнаментами. Ее вахана - слон. Согласно Вишну-дхармоттаре, Шачи, как и Индра желтый и у неё тысяча глаз. У нее шесть рук, четыре из которых несут сутру, ваджру, горшок и сосуд. Остальные два находятся в абхая и варада мудре. В Девибхагавата-пуране говорится, что у Шачи две руки, и она несет анкушу (рожок) и ваджру, тогда как Пурва Карангама изображает ее с двумя глазами и с лотосом в одной руке. Шачи ассоциируется с деревом калпака; иногда лев упоминается как ее вахана. Автор Рошен Далал утверждает, что Индра и Индрани - кул девата (семейное божество) королевской семьи Видарбха. В Бхагавата-пуране Рукмини, главная жена Кришны, посетила храм, посвященный Индре и Шачи. В индуистской астрологии Индрани владеет Шукрой (Венеры) и символизирует гуну раджаса. В наше время Индрани иногда приравнивают к одноименной Матрике, и ей поклоняются вместе с другими Матриками. Пуджа (поклонение), посвященное Индрани, проводится во время Ашада Наваратри.

## В других религиях
Шачи присутствует и в других религиях, хотя она играет второстепенную роль. В джайнстской традиции она является зеркальным отражением Индры, и они представляют собой идеальную пару. Согласно мифу, когда рождается тиртханкара, Индра спускается со своей супругой Индрани верхом на великом слоне Айравате, чтобы отпраздновать это событие. В буддийском палийском каноне Шачи упоминается как Суджа, жена Шакры. Рожденная от асура Вемачитрина, Суджа прошла долгий путь и переродилась в течение многих жизней, чтобы очиститься и стать женой Шакры. Поскольку Вемачитрин был его врагом, Шакра, замаскированный под старого асура, пришел к Судже и взял его с собой. После победы над Вемачитрином Суджа и Шакра поженились, и она стала его главной супругой.